# نينوس بتيو
نينوس بتيو (بالسريانية: ܢܝܢܘܣ ܒܬܝܘ)‏، هو أحد مؤسسي الحركة الديمقراطية الآشورية (زوعا) وسكرتيرها حتى عام 2001 حيث لم يقدم نفسه مرشحا لسكرتارية الحركة، خلفه يونادم كنا العضو في البرلمان العراقي في سكرتارية الحركة.
بدأ نينوس نشاطه المعارض في مطلع السبعينيات من خلال خلايا آشورية مع مجموعة من الطلبة الآشوريين/السريان/الكلدان، حيث شارك في تأسيس الحركة الديمقراطية الآشورية عام 1979. أصبح في الثمانينات أحد قادة زوعا وقادها خلال فترة الصراع المسلح ضد نظام صدام حسين حيث كان في طليعة الملتحقين بالمعارضة المسلحة في شمال العراق. كان السكرتير للقيادة المؤقتة ثم انتخب سكرتيرا عاما لزوعا في مؤتمراتها حتى عام 2001.
يعتبر نينوس أحد أهم مفكري ومنظري القضية القومية الآشورية، وشارك بعد سقوط النظام عام 2003 في عدة مؤتمرات قومية آشورية في بغداد وسهل نينوى.